# Omalodes wagneri
Omalodes wagneri är en skalbaggsart som beskrevs av Desbordes 1919. Omalodes wagneri ingår i släktet Omalodes och familjen stumpbaggar. Inga underarter finns listade i Catalogue of Life.